# Francesc Cambó
 (avril 2024).
Si vous disposez d'ouvrages ou d'articles de référence ou si vous connaissez des sites web de qualité traitant du thème abordé ici, merci de compléter l'article en donnant les références utiles à sa vérifiabilité et en les liant à la section « Notes et références ».
Pour les articles homonymes, voir Cambó et Batlle.
Francesc Cambó i Batlle, né le 2 septembre 1876 à Verges (province de Gérone) et mort le 30 avril 1947  à Buenos Aires (Argentine), est un homme politique et entrepreneur catalan conservateur. Il a fondé et dirigé la Lliga Regionalista, et fut ministre à plusieurs reprises.
Il est considéré comme l'homme politique catalan le plus important du XXe siècle et l'un des plus importants et influents de l'Espagne au cours de la même période.

## Biographie
Francesc Cambó étudie le droit, la philosophie et les lettres à l'Université de Barcelone. Il fut le mécène de beaucoup d'artistes et de mouvements culturels et fit la traduction de textes grecs et latins en catalan.
Il fonde le parti conservateur Lliga Regionalista en 1901, et fut conseiller de la mairie de Barcelone. Cambó est élu député de Barcelone au parlement en 1907 mais perd cette fonction en 1910.
Après la mort d'Enric Prat de la Riba, il devient le principal représentant de la Lliga Regionalista.
Il devient ministre de deux gouvernements espagnols dirigés par Antonio Maura, en 1918 en tant que ministre de l'Équipement puis ministre des Finances en 1921.
Il émigre à la suite de l'élection de 1931, l'année de la création de la Seconde République espagnole, qu'il perd.
En Catalogne le parti de gauche Esquerra Republicana de Catalunya gagne les élections et forme la nouvelle région autonome catalane la Generalitat de Catalunya.
Il est élu au parlement en 1933, mais perd les élections de 1936.
Au début de la guerre civile espagnole, Cambó s'exile. Craignant la naissance d'une république socialiste, il se rapproche des nationalistes espagnols.
Collectionneur avisé, il a fait don d'une partie de sa collection aux musées espagnols, dont la Nature morte aux cruches de Zurbarán, donné en 1940 au Musée du Prado.
Après la guerre, Cambó vécut en Suisse, aux États-Unis et en Argentine où il finit ses jours en 1947.
Il eut de nombreuses activités artistiques et culturelles, créa la Fundacion Bernat Metge en 1922. Il écrivit divers textes comme Les Dictadures (1929) et Per la concòrdia (1930).

## Publications
- Actuació regionalista (1915)
- El pesimismo español (1917)

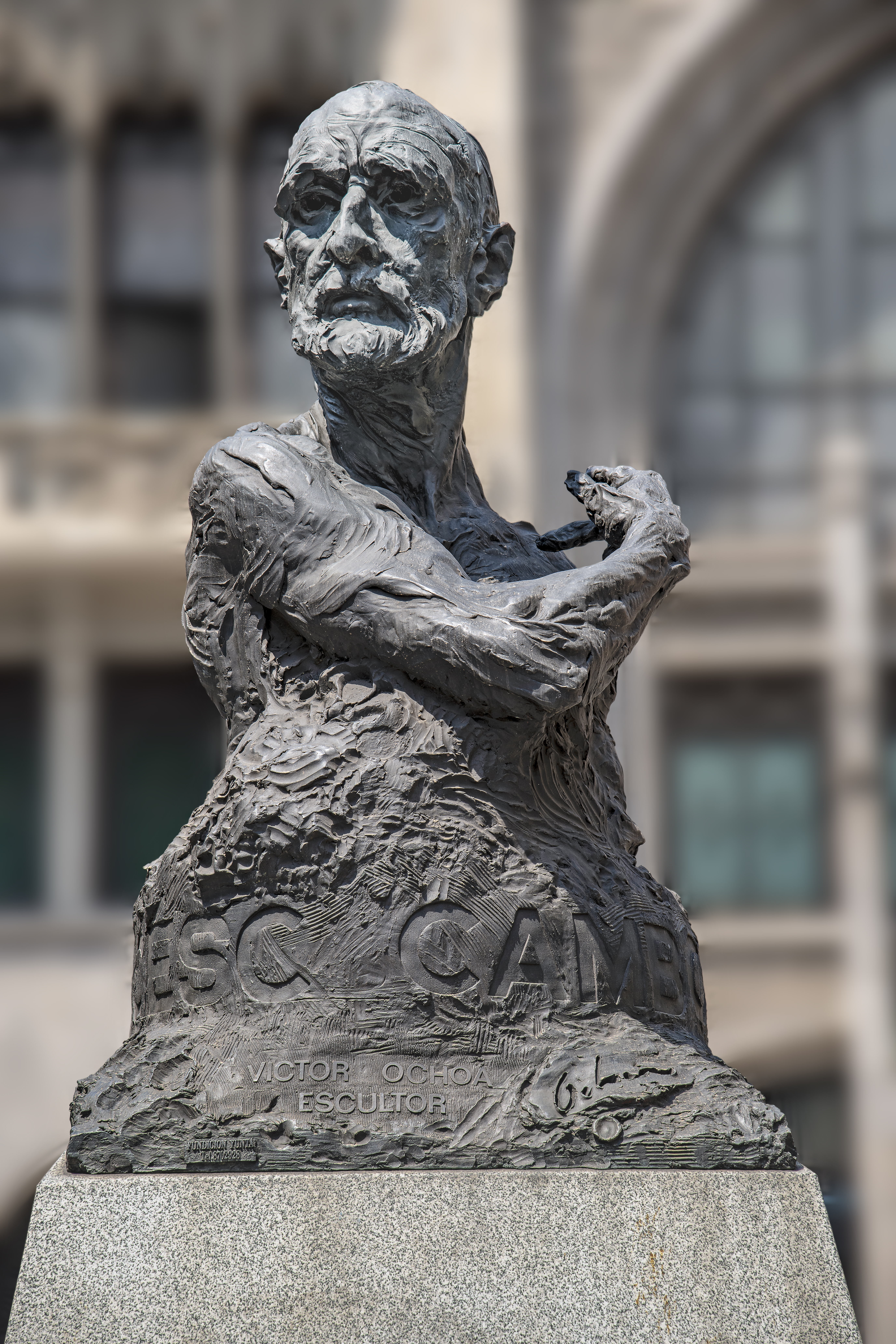
Buste de Francesc Cambó situé dans la Via Laietana à Barcelone, par Victor Ochoa.

- Vuit mesos al ministeri de Foment (1919)
- Visions d'Orient (1924)
- La crise économique anglaise (1924)
- Entorn del feixisme italià (1924)
- La valoració de la pesseta (1929)
- Les dictadures (1929)
- Per la concòrdia (1929)
- España, Cataluña y la Nueva Constitución (1929)